# نادي ساليرنيتانا
اتحاد ساليرنيتانا 1919 الرياضي (بالإيطالية: Unione Sportiva Salernitana 1919)‏، هو نادي كرة قدم إيطالي، يقع في مدينة ساليرنو في كامبانيا في إيطاليا. أسس النادي عام 1919. عاد ساليرنيتانا إلى الدوري الإيطالي الدرجة الثانية في عام 2015، بعد احتلال المركز الأول في ليجا برو الدرجة الأولى في المجموعة ج ثم صعد إلى الدورى الإيطالي في موسم 2021/2022
النادي هو الوريث الشرعي لساليرنيتانا كالتشيو 1919. وكانت هناك استمرارية رياضية أيضًا مع نادي ساليرنو كالتشيو السابق    استئنف النادي في موسم 2011-12 في دوري الدرجة الرابعة  وليس من دوري فئة ترزا بسبب المادة 52 NOIF من الاتحاد الايطالي. 
سمي النادي باسم ساليرنو كالتشيو. رقي إلى دوري الدرجة الثانية ليجا برو، فحصل على الاسم الأصلي ساليرنيتانا كالتشيو 1919. رقي إلى ليجا برو الدرجة الأولى

## التاريخ

### من الاتحاد الرياضي ساليرنيتانا إلى ساليرنيتانا كالتشيو 1919
تأسس النادي الذي يتخذ من ساليرنو مقراً له عام 1919 باسم الاتحاد الرياضي ساليرنيتانا. عُرف النادي باسم نادي ساليرنيتاناوداكس الرياضي لفترة من الزمن خلال عشرينيات القرن الماضي بعد اندماجه مع أوداكس ساليرنو. غُير اسم النادي إلى ساليرنيتانا سبورت. قضى النادي معظم تاريخه في دوري الدرجة الثانية ودوري الدرجة الثالثة.
يلعب ساليرنيتانا مبارياته على أرضه في ملعب Arechi. شاركت ساليرنيتانا في بطولة كرة القدم الإيطالية الإقليمية في سنواتها الأولى، ولعبوا في هذا المستوى لمدة أربعة مواسم خلال عشرينيات القرن الماضي، عاد النادي إلى المستوى الأعلى لكرة القدم الإيطالية منذ ذلك الوقت مرتين فقط؛ لعبوا في دوري الدرجة الأولى الإيطالي خلال مواسم 1947-48 و1998-1999.
أفلس النادي في عام 2005، ولكن إعيد تأسيسه من قبل أنطونيو لومباردي، وتغيير الاسم من ساليرنيتانا سبورت إلى ساليرنيتانا كالتشيو 1919 .
لم يستأنف النادي في صيف 2011 ضد الاستبعاد من قبل لجنة الإشراف على أندية كرة القدم المحترفة (Co.vi.so.c)، واستبعد من قبل كرة القدم الإيطالية. 

### من ساليرنو كالتشيو إلىUSساليرنيتانا1919

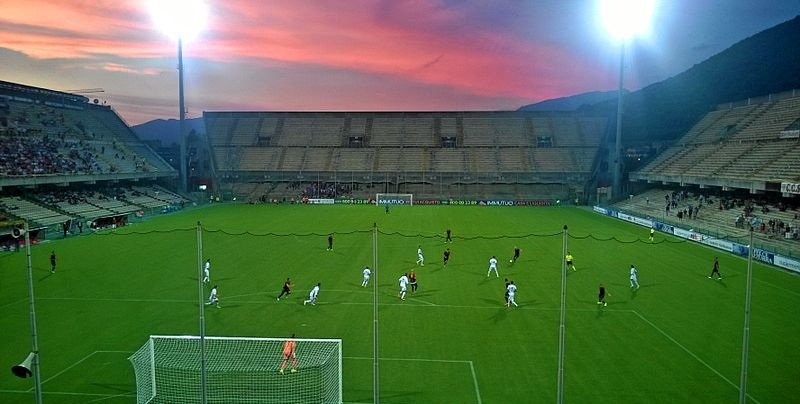
ساليرنيتانا وكوزنسا في موسم 2014-15

وافق عمدة ساليرنو فينسينزو دي لوكا على اقتراح مورغنسترن المدار من جياني ميزاروما في 21 يوليو 2011، فولد الفريق الجديد ساليرنو كالتشيو، الذي بدأ يتنافس في دوري الدرجة الرابعة .  الولادة الجديدة للنادي قادها كلاوديو لوتيتو،  رئيس لاتسيووصهره . رئيس الفريق هو ابن جياني ماركو ميزاروما،  وهو متزوج من الوزيرة السابقة مارا كارفاغنا. 
رقي ساليرنيتانا في موسم 2011-12 على الفور إلى دوري الدرجة الثانية ليجا برو بعد فوزه في المجموعة في دوري الدرجة الرابعة.
غير اسم النادي في 12 يوليو 2012 إلى US Salernitana 1919. 

### ليغا برو الدرجة الثانية 2012–13
احتل ساليرنيتانا المركز الأول في المجموعة ب في موسم 2012-13 لدوري ليغا برو الدرجة الثانية، ورقي إلى ليجا برو الدرجة الأولى. كانت هذه هي الترقية الثانية على التوالي للفريق. فاز ساليرنيتانا أخيرًا بالمجموعة ج من ليغا برو وعاد دوري الدرجة الثانية في موسم 2014-15.

## الألوان والشارات والألقاب
ارتدت ساليرنيتانا في الأصل قمصانًا مخططة باللونين الأزرق الفاتح والأبيض، تُعرف في إيطاليا باسم بيانكوسيليستي.  اختير اللون الأزرق على القميص لتمثيل البحر. تقع مدينة ساليرنو بجوار خليج ساليرنو ولها تقاليد عريقة كمدينة ساحلية. تغير ألوان قمصان النادي إلى لون العقيق في الأربعينيات من القرن الماضي، ، مما أكسبهم لقب غراناتا في أرضهم.
كانت ألوان أطقمهم مخططة باللون الأزرق والأحمر الغامق على غرار نادي برشلونة خلال موسم 2011-12 . وكان رمز القديس ماثيو شفيع ساليرنو، أيضًا جزءًا من المجموعة المعاد تصميمها. 
أصبحت الألوان علي أرضهم مرة أخرى هي العقيق التقليدي، منذ إعادة تسمية النادي إلى US Salernitana 1919. 
إعلن عن شعار الذكرى المئوية في 24 يونيو 2019، وظهر الشعار علي القمصان في موسم 2019-20.

## الإنجازات
- الدوري الإيطالي الدرجة الثانية :

البطل (2) : 1946-47 (المجموعة ج)، 1997-98
- الدوري الإيطالي الدرجة الثالثة / سيري سي 1:

البطل (4) : 1937-1938؛ 1965-66؛ 2007–08؛ 2014-15
الوصيف (2) : 1989-90 ؛ 1993-1994
- كأس إيطاليا سيري سي :

البطل (1) : 2013-14 أمام مونزا كالتشيو 
الوصيف (1) : 1980
- دوري الدرجة الثانية ليجا برو:

البطل (1) : 2012-13
- كأس السوبر من الدرجة الثانية:

البطل (1): 2012-13
- سيري د :

البطل (1) : 2011-12 (مثل ساليرنو كالتشيو)

## تشكيلة الفريق
آخر تحديث 10 October 2020.
ملاحظة: تشير الأعلام إلى المنتخب الوطني على النحو المحدد في قواعد الأهلية للفيفا. قد يحمل اللاعبون أكثر من جنسية واحدة غير تابعة للفيفا.
| الرقم | البلد           | المركز | اللاعب                                 |
| ----- | --------------- | ------ | -------------------------------------- |
| 1     | ليتوانيا        | حارس   | ماريوس ادامونيس (معار من نادي لاتسيو)  |
| 3     | الأوروغواي      | مدافع  | والتر لوبيز                            |
| 5     | إيطاليا         | مدافع  | فاليريو مانتوفانى                      |
| 7     | ساحل العاج      | مهاجم  | سيدريك جوندو (معار من نادي باري)       |
| 8     | إيطاليا         | وسط    | أندريا سكيافوني (معار من نادي باري)    |
| 9     | إيطاليا         | مهاجم  | جينارو توتينو (معار من نادي نابولي])   |
| 10    | إيطاليا         | وسط    | امانويل سيسيريلى (معار من نادي لاتسيو) |
| 11    | البوسنة والهرسك | مهاجم  | ميلان دوريتش                           |
| 12    | إيطاليا         | حارس   | أليساندرو ميكاي                        |
| 13    | إيطاليا         | مدافع  | رامزى ايا                              |
| 14    | إيطاليا         | وسط    | فرانشيسكو دي تاتشيو (كابتن)            |
| 15    | الأرجنتين       | مدافع  | تياجو كاساسولا (>معار من نادي لاتسيو)  |
| 16    | قبرص            | مدافع  | اندرياس كارو                           |
| 17    | إيطاليا         | وسط    | إدواردو إيانوني                        |
| 18    | إيطاليا         | وسط    | أندريه أندرسون (معار من نادي لاتسيو)   |

| الرقم | البلد            | المركز | اللاعب                                   |
| ----- | ---------------- | ------ | ---------------------------------------- |
| 20    | بولندا           | وسط    | توماش كوبيتش (معار من نادي باري)         |
| 21    | الولايات المتحدة | مهاجم  | جوزيبي بارون                             |
| 22    | إيطاليا          | حارس   | جيدو جويريري                             |
| 23    | سلوفاكيا         | مدافع  | نوربيرت جيومبير                          |
| 26    | كرواتيا          | مدافع  | لوكا بوغدان (معار من نادي ليفورنو)       |
| 27    | بولندا           | وسط    | باتريك دزيكزيك (معار من نادي لاتسيو)     |
| 28    | إيطاليا          | وسط    | ليوناردو كابيزي                          |
| 32    | إيطاليا          | مهاجم  | نيكولو جيانيتى                           |
| 33    | ألبانيا          | مدافع  | فريدي فيسيلي                             |
| 34    | إيطاليا          | حارس   | ستيفانو روسو                             |
| 48    | إيطاليا          | مهاجم  | ميركو أنتونوتشي (معار من نادي روما)      |
| 72    | سلوفينيا         | حارس   | فيد بيليتش                               |
| 87    | إيطاليا          | وسط    | كريستيانو لومباردي (معار من نادي لاتسيو) |
| 97    | السنغال          | مدافع  | جويل باراي ( معار من نادي بادوفا)        |

### لاعبين آخرين بموجب عقد
ملاحظة: تشير الأعلام إلى المنتخب الوطني على النحو المحدد في قواعد الأهلية للفيفا. قد يحمل اللاعبون أكثر من جنسية واحدة غير تابعة للفيفا.
| الرقم | البلد   | المركز | اللاعب          |
| ----- | ------- | ------ | --------------- |
|       | إيطاليا | مدافع  | انطونيو جراناتا |

### على سبيل الإعارة
ملاحظة: تشير الأعلام إلى المنتخب الوطني على النحو المحدد في قواعد الأهلية للفيفا. قد يحمل اللاعبون أكثر من جنسية واحدة غير تابعة للفيفا.
| الرقم | البلد    | المركز | اللاعب                                   |
| ----- | -------- | ------ | ---------------------------------------- |
|       | إيطاليا  | حارس   | أنطونيو روسو (إلى نادي بيسجلي)           |
|       | البرازيل | مدافع  | فيليب كورسيو (إلى نادي بادوفا)           |
|       | إيطاليا  | مدافع  | ميركو إسبوزيتو (إلى نادي مانتوفا)        |
|       | إيطاليا  | مدافع  | Gioacchino Galeotafiore (إلى نادي فوجيا) |
|       | إيطاليا  | مدافع  | سيدريك كالومبو (إلى نادي فوجيا)          |
|       | إيطاليا  | وسط    | لوكا كاستيجليا (إلى نادي مودينا)         |
|       | إيطاليا  | وسط    | كليمنتي كريسي (إلى نادي مسينا)           |
|       | إيطاليا  | وسط    | ماركو فيرينزي (إلى نادي نوفارا)          |

| الرقم | البلد   | المركز | اللاعب                                             |
| ----- | ------- | ------ | -------------------------------------------------- |
|       | إيطاليا | وسط    | Gaetano Vitale (إلى نادي فوجيا)                    |
|       | إيطاليا | مهاجم  | اياكوبو سيرنيجوي (إلى نادي يوفيا ستابيا الرياضي)   |
|       | إيطاليا | مهاجم  | فيليبو د أندريا (إلى نادي فوجيا)                   |
|       | إيطاليا | مهاجم  | جوزيبي فلة (إلى نادي أفيلينو)                      |
|       | إيطاليا | مهاجم  | كارمين إانون (إلى نادي فوجيا)                      |
|       | إيطاليا | مهاجم  | أنتونينو موسو (إلى نادي بيسجلي)                    |
|       | إيطاليا | مهاجم  | فرانشيسكو أورلاندو (إلى نادي يوفيا ستابيا الرياضي) |

## لاعبين سابقين
سجل هؤلاء اللاعبون السابقون مشاركة لمنتخباتهم الوطنية.
بالنسبة للمنتخب الإيطالي لكرة القدم:
- روبيرتو بريدا
- ديفيد دي ميكيلي
- ماركو دي فايو
- سالفاتوري سكيلاتشي
- جنارو غاتوزو
- والتر زينغا

من منتخب كرة قدم وطني آخر:
- إريون بوغداني
- أندريا كريستيانو
- فرانشيسكو دي جوريو[20]
- بولنت إيكن
- نوربرت جيومبير
- فيل ماسينغا
- روبيرتو ميرينو
- روسلان نغماتولين
- سيابونغا نومفيتي
- ريغوبرت سونغ
- داني تيتو
- ماركو زورو

## المديرين
| - جيزا كيرتيسز (1929–31) - بيترو ليون (1931–32) - فرنك هيرزر (1936–38) - اتيلا سالوسترو (1939) - فرنك هيرزر (1940–41) - جيزا كيرتيسز (1943–44) - جوزيبي فياني (1946–48) - ارنالدو سينتيمينتى (1950) - رودى هيدين (1951–52) - باولو توديتشيني (1956–57) - نيكولو نيكولوسى (1958–59) - إتوري بوريتشيلي (1960–61) - ديولا جينغيلر (1961–62) - رودى هيدين (1963–64) - بيترو ماجنى (1969) - لوسيو موجيسان (1977) - اناى ماسيرو (1977–78) - لوسيو موجيسان (1978) - لامبيرتو ليوناردى (1980–81) - رومانو مات (1981–82) - فرانسيسكو لوجاكونو (1982–83) | - ماريو فاكو (1983–84) - جيان بيرو جيو (1984–86) - لامبيرتو ليوناردى (1989) - جيوفانى سيمونيلى (1991–92) - تارشيزيو بورغنيتش (1991–92) - جيوليانو سونزوجنى (1992–93) - ديليو روسي (1993–95) - فرانكو كولومبا (1995–97) - ديليو روسي (1997–99) - لويجى كاجنى (1999–2000) - نيدو سونيتى (2000–01) - زدينيك زيمان (2001–02) - ستيفانو بيولي (2003–04) - انجيلو جريجوتشي (2004–05) - ستيفانو كوجى (2005–06) - جيانفرانكو بيلوتو (2006–07) - أندريا أقوستينيلي (2007) - فابيو بريني (2008) - فابريزيو كاستوري (2008) - بورتولو موتي (2008–09) - فابريزيو كاستوري (2009) | - فابيو بريني (2009) - ماركو كاري (2009) - جيانلوكا جراسادونيا (2010) - روبيرتو بريدا (2010–11) - كارلو بيروني (2011–12) - جوزيبي غالديريسي (2012) - كارلو بيروني (2012–13) - ستيفانو سانديرا (2013) - كارلو بيروني (2013) - انجيلو جريجوتشي (2014) - ماريو سوما (2014) - ليوناردو مينيتشي (2014–15) - فينشينزو تورينتي (2015–16) - ليوناردو مينيتشي (2016) - جيوسيبي سانينو (2016) - ألبرتو بوليني (2016–17) - ستيفانو كولانتونو (2017–18) - انجيلو جريجوتشي (2018–19) - ليوناردو مينيتشي (2019) - جيامبييرو فينتورا (2019–2020) - فابريزيو كاستوري (2020–) |